# 김준배 (1969년)
김준배(1969년 7월 16일 ~ )는 대한민국의 배우이다. 2015년 김준배에서 김태한으로 개명하였다.
대전대학교 철학과 졸업

## 출연 작품

### 영화
- 1999년 《이재수의 난》 - 집장사령 역
- 2000년 《내가 여기 있어요》
- 2000년 《킬리만자로》 - 김 형사 역
- 2001년 《흑수선》 - 강장길 역
- 2002년 《정글 쥬스》 - 경비원 역
- 2003년 《밀리터리 탱고》 - 대박 역
- 2004년 《고독이 몸부림칠 때》 - 선생님 역
- 2004년 《귀여워》 - 훈탁 역
- 2005년 《형사 Duelist》 - 주막 사람들 역
- 2006년 《야수》 - 부산 허 사장 역
- 2006년 《열혈남아》 - 원기 역
- 2006년 《강적》 - 강철민 역
- 2007년 《수》 - 김진만 역
- 2008년 《내 사랑 유리에》 - 산도적 역
- 2008년 《무방비도시》 - 프랑켄 역
- 2008년 《트럭》 - 보스 역
- 2008년 《모던 보이》 - 백상허 역
- 2009년 《마린 보이》 - 황 사장 역
- 2009년 《10억》 - 괴한 역
- 2010년 《나쁜놈이 더 잘잔다》 - 양 사장 역
- 2010년 《이끼》 - 하성규 역
- 2011년 《로맨틱 헤븐》 - 장허수 역
- 2011년 《악인은 너무 많다》 - 강필 역
- 2012년 《부러진 화살》 - 이 실장 역
- 2012년 《5백만불의 사나이》 - 오 반장 역
- 2013년 《잉투기》 - 형욱 역
- 2014년 《아빠의 맛》 - 황철순 역
- 2014년 《레드 블라인드》 - 신과장 역
- 2015년 《면허시험》 - 인섭 역
- 2016년 《방 안의 코끼리》 - 정체불명 괴한 김태권 역
- 2016년 《그물》 - 보위부간부 역
- 2016년 《가려진 시간》 - 재욱아빠 역
- 2018년 《타클라마칸》 - 사채 보스 역
- 2018년 《여곡성》 - 의암 역
- 2019년 《마왕의 딸 이리샤》 - 마왕 역
- 2020년 《바람의 언덕》 - 윤식 역
- 2020년 《구르는 수레바퀴》 - 혜견 역
- 2021년 《강릉》 - 최무상 역
- 2021년 《악인은 너무 많다 2: 제주 실종사건의 전말》 - 강필 역
- 2023년 《길복순》 - 배 대표 역
- 2023년 《콘크리트 유토피아》 - 노숙자 4 역 (우정출연)
- 2024년 《리볼버》 - 중년의 중 역
- 2024년 《룩킹포》 - 피디 역

### 드라마
- 2007년 《드라마시티 - 저수지》  (KBS2) - 대철 역
- 2010년 《도망자 플랜 B》 (KBS2) - 이박사 역
- 2011년 《포세이돈》 (KBS2) - 정덕수 역
- 2013년 《광고천재 이태백》 (KBS2) - 중국집 주인 역
- 2014년 《트라이앵글》 (MBC) - 한만봉 역
- 2014년 《드라마 페스티벌 - 하우스, 메이트》 (MBC) - 책방주인 역
- 2014년 《KBS 드라마 스페셜 - 내가 술을 마시는 이유》 (KBS2) - 이정선 역
- 2014년 《손맛》 (한국낚시채널) - 와타나베 역
- 2015년 《화정》 (MBC) - 용골대 역
- 2015년 《송곳》 (JTBC)
- 2015년 《KBS 드라마 스페셜 - 비밀》 (KBS2) - 김철주 역
- 2016년 《오 마이 금비》 (KBS2) - 배종원 역
- 2017년 《보이스》 (OCN) - 조강천 역
- 2017년 《역적 : 백성을 훔친 도적》 (MBC) - 허태학 역
- 2017년 《최강 배달꾼》 (KBS2) - 최연지의 아버지 역
- 2018년 《드라마 스테이지 - 낫 플레이드》 (tvN)
- 2018년 《라이프 온 마스》 (OCN) - 오종만 역
- 2018년 《드라마 스테이지 - 인출책》 (tvN) - 공사장 역
- 2019년 《검법남녀 2》 (MBC)
- 2022년 《카지노》 (Disney+)
- 2023년 《킹더랜드》 (JTBC) - 공항 시비남 역 (특별출연)
- 2023년 ~ 2024년 《고려 거란 전쟁》 (KBS2) - 소배압 역
- 2024년 《킬러들의 쇼핑몰》 (Disney+)- 김 선생 역
- 2024년 《지금 거신 전화는》 (MBC) - 정상훈 역
- 2025년 《독수리 5형제를 부탁해!》 (KBS2) - 고자동 역

## 광고
- 2017년 한국GM 쉐보레 말리부 (with 이동건)
- 2019년 식품의약품안전처 식중독예방  캠페인